# Свод законоположений Финляндии

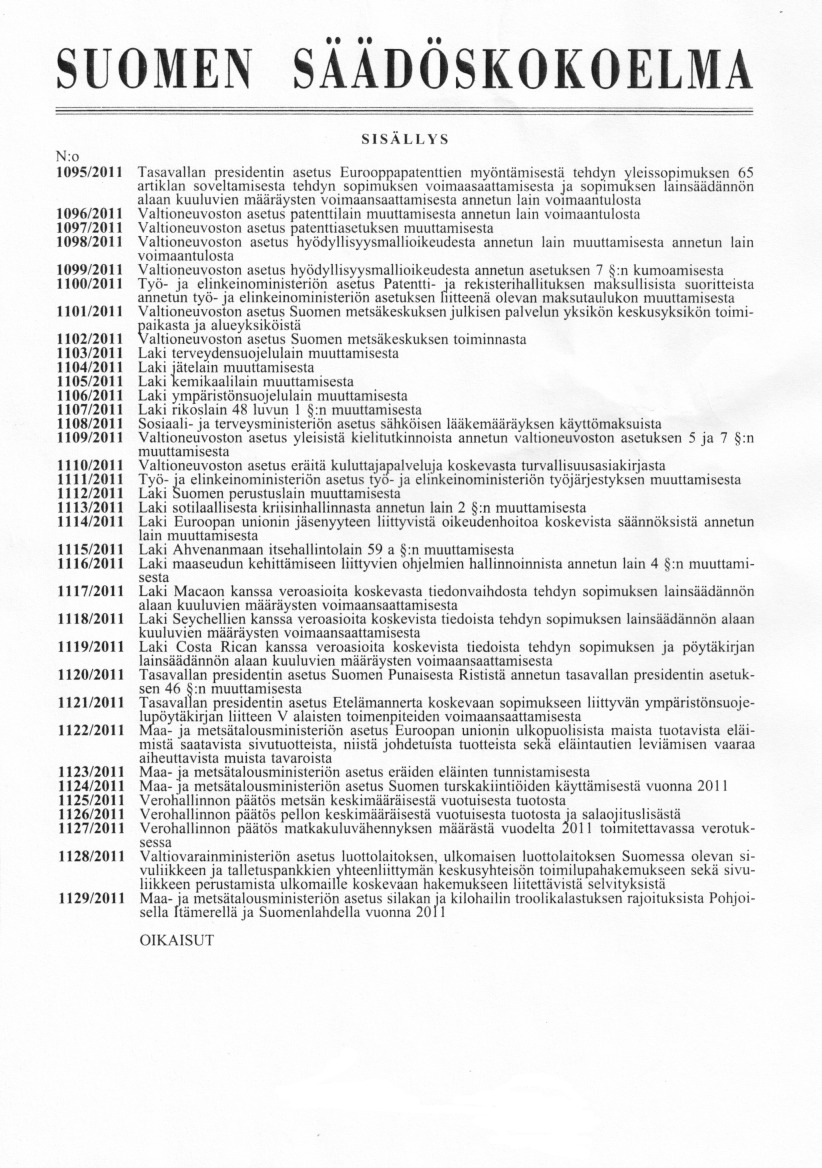
Обложка Свода законоположений Финляндии от 2011

Свод законоположений Финляндии (фин. Suomen säädöskokoelma, швед. Finlands författningssamling) официальное, состоящее из напечатанных тетрадок, издание, в котором публикуют важнейшие законы. Когда закон опубликован, он считается доведенным до сведения граждан, одновременно обязывая их. Те же законы издаются на шведском языке. В юридической литературе используется сокращение SäädK или SDK, на шведском языке FFS или FörfS. Главный редактор издания — Яри Линхала (фин. Jari Linhala).

## Содержание

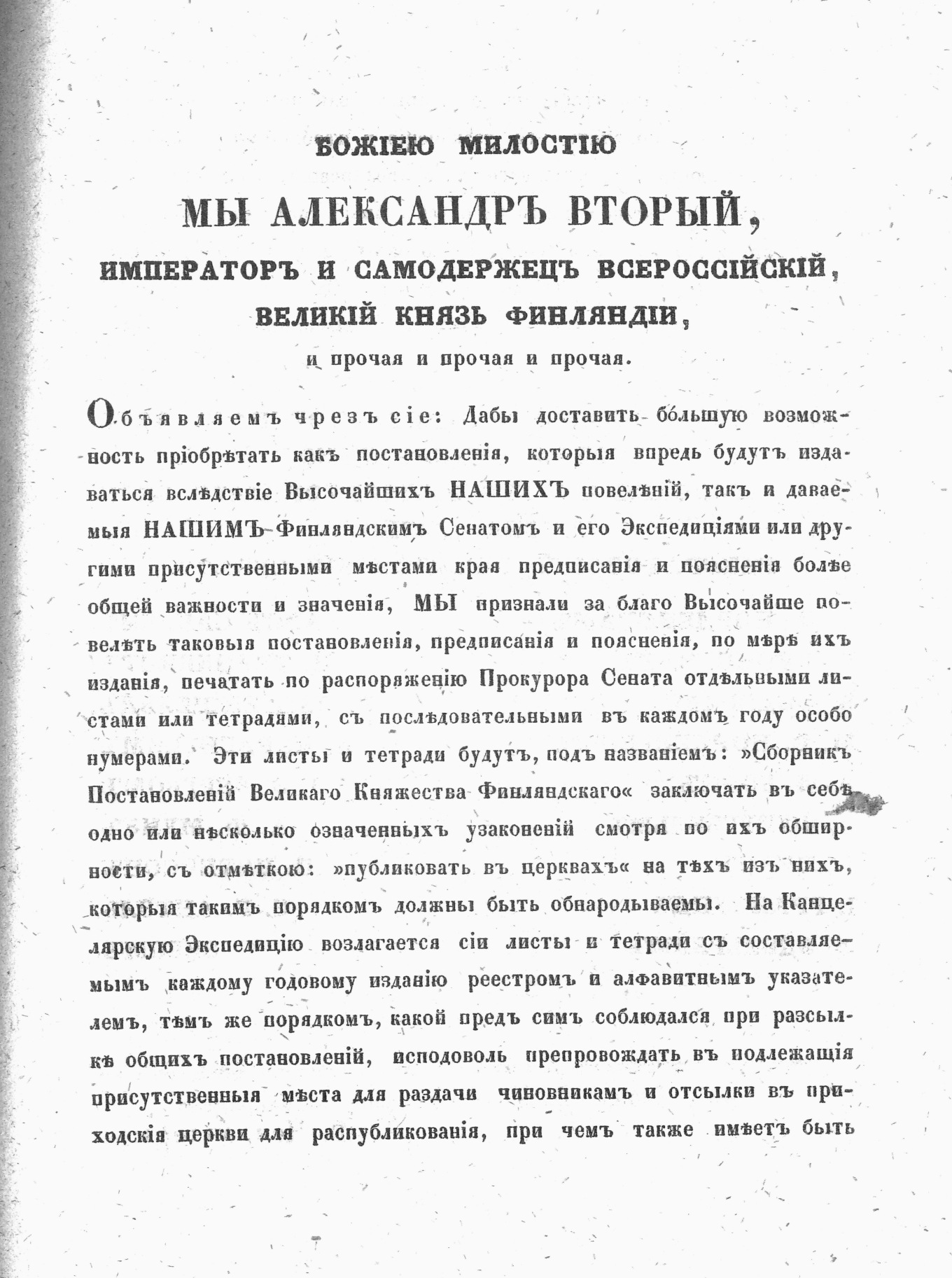
Объявление об издании сборников, 28.11.1859

В своде законоположений обязаны публиковать:
- Законы Финляндии
- Указы
- Порядок работы Эдускунты, правила и руководства.
- Государственный бюджет и дефицит бюджета.
- Решение Эдускунты о следовании предложенному государственному бюджету.
- Отдельные решения, Эдускуты, касающиеся бюджета и его дефицита.
- Заявления министерства о указах, которые публикуют в отдельном своде министерства.
- Назначение чиновника в должность, если закон предполагает такое оглашение.
- Имеющие общественное значение официальные решения или информация, если министерство или государственный совет так решит.

В Конституции Финляндии говорится, что Государственный совет Финляндии, после подписания президентом закона, немедленно публикует закон в своде законоположений. Из закона должно быть ясно, когда он вступает в силу, это время нельзя назначать отдельным положением. Если закон не опубликован в день вступления его в силу, он вступает в силу в день публикации. Вообще публикация является безусловным условием вступления в силу законов и указов.
В свод законоположений входит также каталог по алфавиту и по дате. До 1995 публиковали примерно раз в десять лет и каталог из предыдущего свода законоположений. Сейчас действует электронная система http://www.finlex.fi/.
Сейчас за публикацию отвечает министерство юстиции. За печать отвечает  Edita Prima Oy а за продажу Edita Publishing Oy.

## История

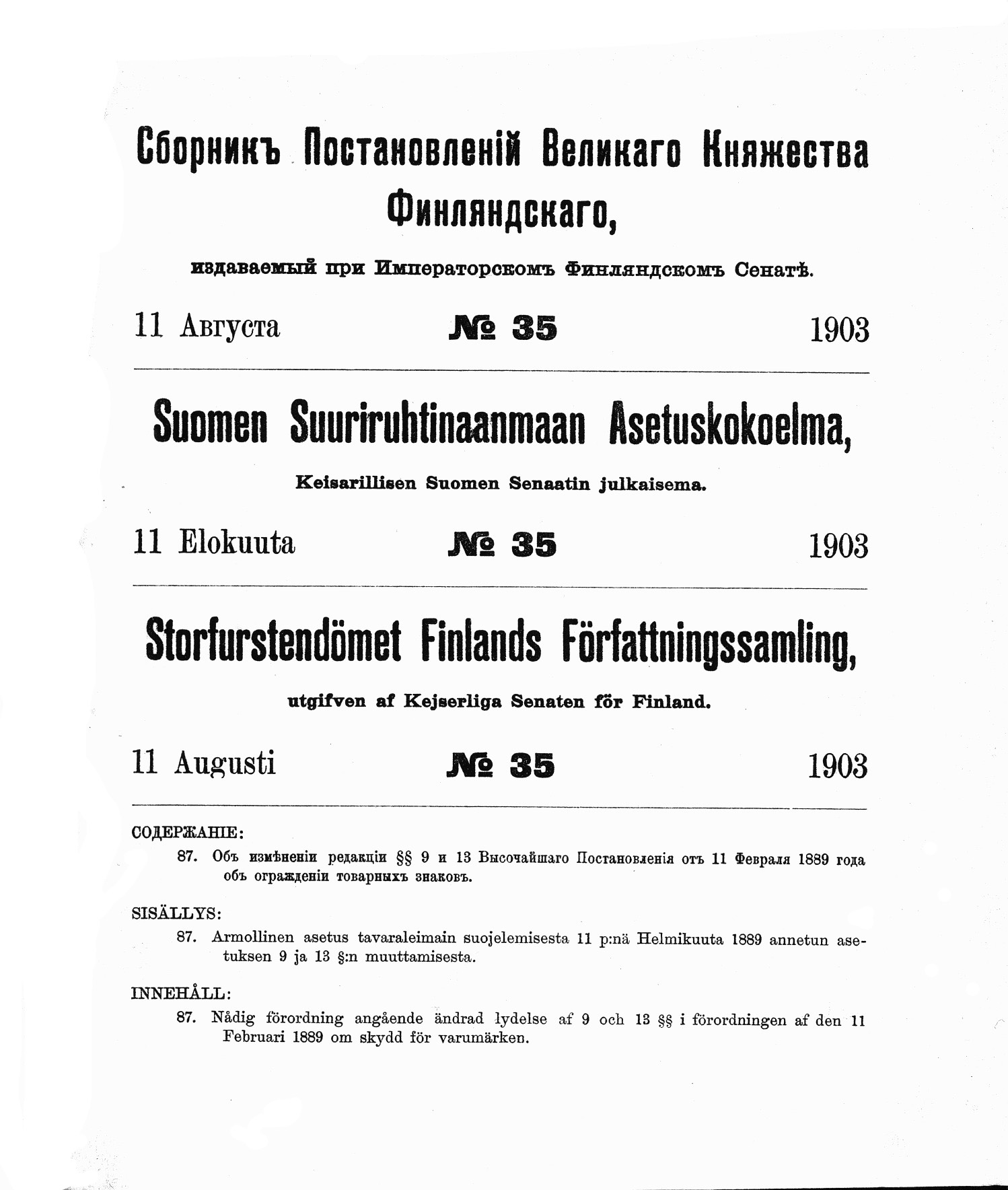
Во время первой русификации Финляндии сборники продолжали издавать на трёх языках. Русский вариант от 1903

В Финляндии по сей день действует Уголовный кодекс времён автономного княжества Финляндского. Свод законов от 1889 года, начинающийся со слов:
«Me Aleksander Kolmas, Jumalan Armosta, koko Venäjänmaan Keisari ja Itsevaltias, Puolanmaan Zsaari, Suomen Suuriruhtinas, y.m., y.m., y.m…»
— формально остается в силе и на сегодняшний день. Публикация всех узаконений и высочайших повелений и объявлений, издаваемых для Финляндии, в едином сборнике на финском, шведском а также на русском, началась с января 1860 года в соответствии с высочайшим повелением от 28 ноября 1859 года. Содержание Уголовного кодекса за сто с лишним лет во многом изменилось, но все же в законе сохраняются некоторые элементы первоначального закона от 1889 года. Комплексное обновление закона было произведено в 1976 году, а последние поправки в закон были внесены в 2004 году.
Названия Свода законоположений на финском/русском языке были:
- 1860–1889 Suomen Suuriruhtinanmaan Asetus-Kokous / Сборникъ Постановленій Великого Княжества Финляндского
- 1890–1917 Suomen Suuriruhtinanmaan Asetus-Kokoelma / Сборникъ Постановленій Великаго Княжества Финляндскаго
- 1917–1980 Suomen asetuskokoelma (сокр. AsK) / Сборник указов Финляндии
- 1981– Suomen säädöskokoelma / Свод законоположений Финляндии

Публикация указов началась в Финляндии в 1808. Их публиковали на шведском, финском и русском языках. Изначальный текст был на русском. Перевод на шведский какое-то время был единственным, но понемногу указы стали публиковать также на финском. Вначале это была только часть указов, но с 1860 года все постановления публиковались на трёх языках.
Вначале у каждого положения в сборнике не было своего номера, под одним номером публиковались несколько указов. В 1860-х название закона часто начиналось: Высочайшій Манифестъ. Божіею Милостію... ("Keisarillisen Majesteetin Armollinen Julistus"), но публиковались и другие документы. В качестве названия мог быть указ, манифест, порядок, рескрипт, схема, письмо, приказ, инструкция, решение, документ, разъяснение, правила и т.п. Разница между этими терминами была часто непонятна, и к началу XX века для многих законов использовалось обобщающее название "указ".
Обычно в важнейших указах (при публикации) была отметка "Ylösluettava Saarnastuolista"/(Огласить в церквахъ). Тогда на (губернаторов) возлагалась обязанность по организации оглашения указов священниками в церквах народу.
В 1918 сборник указов вышел как в Хельсинки, так и в Ваасе. В Хельсинки Совет народных уполномоченных опубликовал номера с 10 по 33, а так называемый Ваасовский сенат, использующий название Сенат Финляндии, опубликовал в Васе номера с 12 по 28. И те и другие использовали название Свод законоположений Финляндии, но даже у одинаковых номеров совершенно разное содержание.

## Перечень договоров
В списке договоров Свода законоположений (сокр. SopS) публикуют подписанные Финляндией государственные договоры, к ним относящиеся документы и выполняемые страной обязательства, объяснения и заявления. Также публикуют о расторжении договоров и применяемых решениях. Дополнительно в перечне договоров публикуют законы, по которым договоры могут вступить в силу, и указы и заявления, касающиеся международных отношений. 
Вообще о менее значимых договорах может быть лишь сообщение, в котором упоминается учреждение, откуда можно получить копию государственного договора.
За время автономии Финляндии совершенные международные договоры публиковали вместе с другими указами. Договоры, заключённые независимой Финляндией, поначалу публиковало министерство иностранных дел. С 1933 года их публикуют в своде законоположений отдельно под названием «Перечень договоров» (sopimussarja). В начале 1981 в качестве названия стало «Перечень договоров свода законоположений Финляндии» (Suomen säädöskokoelman sopimussarja). У договоров в этом списке своя, отличающаяся от других указов нумерация. Договоры разделены на две части: с 1981 опубликованы «Перечень договоров свода законоположений. С иностранными государствами заключённые договоры» (Suomen säädöskokoelman sopimussarja. Ulkovaltain kanssa tehdyt sopimukset), и с 1994 - «Перечень договоров свода законоположений. Экономическая зона Европы.» (Suomen säädöskokoelman sopimussarja. Euroopan talousalue)

## Перечень государственных бюджетов
В 1993–2002 опубликовали «Перечень государственных бюджетов Финляндии» (Suomen säädöskokoelman talousarviosarja). В нем опубликованы: государственный бюджет, дефицит государственного бюджета, указы о полномочиях брать кредиты и другие указы, относящиеся к государственной экономике. С 2003 года государственный бюджет публикуется в Своде законоположений Финляндии. В перечне своя нумерация.